# Diederik II van Montbéliard
Diederik II van Montbéliard (circa 1080 - januari 1163) was van 1105 tot 1163 graaf van Montbéliard.

## Levensloop
Diederik II was de zoon van graaf Diederik I van Montbéliard en Ermentrude van Bourgogne.
Nog tijdens het leven van zijn vader kreeg Diederik verschillende gebieden toegewezen. Omdat hij zich bij zijn onderdanen impopulair maakte wegens zijn slechte karakter, werd hij echter van deze domeinen verdreven. Na de dood van zijn vader in 1105 erfde hij het graafschap Montbéliard, dat hij tot aan zijn dood 58 jaar later bleef besturen.
Tijdens zijn bewind oefende Diederik een belangrijke rol uit in het Heilige Roomse Rijk: zo nam hij in 1122 deel aan het Concordaat van Worms. Ook stichtte hij meerdere kloosters. 

## Huwelijk en nakomelingen
Diederik huwde met een vrouw wier naam en afkomst onbekend zijn. Ze kregen de volgende kinderen: 
- Diederik III (overleden tussen 1155 en 1160)
- Sophia (overleden in 1148), huwde met heer Richard II van Montfaucon. Hun zoon Amadeus II volgde Diederik II in 1163 op als graaf van Montbéliard.
- Stephanie, huwde met graaf Folmar van Sarrewerden
- Ermentrude, huwde met graaf Odo van La Roche